# Kawaii metal
Kawaii metal, även känt som idol metal, eller kawaiicore, är en musikgenre som blandar inslag av heavy metal och J-pop och som var banbrytande i Japan i början av 2010-talet. En typisk kawaii-metalkomposition kombinerar olika typer av heavy metal-musik med J-pop-melodier och en japansk idolestetik. Kawaii metals lyriska ämnen är ofta mindre hårda än andra metalgenrer.

## Historia och egenskaper
Japanska heavy metal-idolgruppen Babymetal anses vara grundarna av genren kawaii metal.  Angelica Wallingford från City Times menar att Babymetals självbetitlade debutalbum har varit banbrytande inom kawaii metal. Wallingford definierar även genren och albumet som en "blandning av olika genrer inklusive pop, rock, heavy metal, elektronisk dansmusik, industriell och symfonisk death metal". En krönikör på The Independent trodde att genren var ett derivat av J-pop och olika extrema metalgenrer, nämligen "speed metal, power metal, black metal och industrial metal". The Sydney Morning Herald Rob Nash vid The Sydney Morning Herald hävdade att genren bestod av "söta popmelodier över thrash metal". Nash trodde också att Babymetals sång "Awadama Fever" exemplifierade genren.